# From To
From To é o terceiro álbum de estúdio e o primeiro álbum de covers da cantora Ayaka Hirahara. Teve uma boa venda, vendeu 223.085 copias em todo o Japão, rendendo um disco de platina. Possui 11 faixas.

## Faixas
Faixas do álbum From To:
| N.º | Título                                           | Letras            | Música                                 | Duração |  |
| 1.  | "Banka (Hitori no Kisetsu) (晩夏(ひとりの季節))" | Yumi Arai         | Yumi Arai / Matsutoya Masataka         | 4:40    |  |
| 2.  | "Kotoba ni Dekinai (言葉にできない)"             | Oda Kazumasa      | Oda Kazumasa / Yuki Yoshi Sahashi      | 4:50    |  |
| 3.  | "Itoshi no Ellie (いとしのエリー)"               | Kuwata Keisuke    | Kuwata Keisuke / Gontiti               | 4:59    |  |
| 4.  | "Inochi no Namae (いのちの名前)"                 | Akira Wakako      | Joe Hisaishi                           | 3:37    |  |
| 5.  | "Missing"                                        | Toshinobu Kubota  | Toshinobu Kubota / Seiji Kameda        | 4:55    |  |
| 6.  | "Cosmos (秋桜)"                                  | Masashi Sada      | Masashi Sada / Nobuo Kurata            | 5:25    |  |
| 7.  | "TRUE LOVE"                                      | Fujii Fumiya      | Fujii Fumiya / Yuki Yoshi Sahashi      | 3:46    |  |
| 8.  | "Sakurazaka (桜坂)"                              | Masaharu Fukuyama | Masaharu Fukuyama / Tadahide Yoshikawa | 4:39    |  |
| 9.  | "Nagoriyuki (なごり雪)"                          | Masami Ise        | Masami Ise / Sawada Kan                | 4:40    |  |
| 10. | "Tsubasa wo Kudasai (翼をください)"              | Yamagami Michio   | Kunihiko Murai / Seiji Kameda          | 4:15    |  |
| 11. | "Anata ni (あなたに)"                            | Gorou Matsui      | Tamaki Koji / Ken Shima                | 4:30    |  |